# N'Gattakro
N’Gattakro est une localité du centre de la Côte d'Ivoire et appartenant au département de Daoukro, Région du N'zi-Comoé. La localité de N’Gattakro est un chef-lieu de commune.